# لمبدان بالایی
لُمبِدان بالایی، روستایی است از توابع بخش مرکزی در شهرستان دیر استان بوشهر ایران.

## جمعیت
این روستا در دهستان حومه دیر قرار دارد و بر اساس سرشماری سال ۱۳۸۵ جمعیت آن (۲۰۹ خانوار) ۱۰۶۹ نفر است.